# To cały ja
To cały ja (ang. That’s What I Am) – amerykański film fabularny z 2011 roku w reżyserii Michaela Pavone’a, wyprodukowany przez wytwórnię Samuel Goldwyn Films. Główne role w filmie zagrali Ed Harris, Chase Ellison i Amy Madigan.

## Fabuła
Dwunastoletni Andy Nichol stara się skutecznie unikać konfliktów i poniżania ze strony swoich starszych kolegów. Nauczyciel Steven Simon (Ed Harris) przydziela mu jako partnera do projektu szkolnego wyrzutka Stanleya "Big G" Minora, z którego wszyscy się śmieją. Andy zaczyna obawiać się o swoją reputację. Niebawem chłopiec odkrywa motywy, którymi kierował się nauczyciel.

## Obsada
- Ed Harris jako Steven Simon
- Molly Parker jako pani Nichol
- Amy Madigan jako dyrektor Kelner
- Chase Ellison jako Andy Nichol
- Randy Orton jako Ed Freel
- Daniel Roebuck jako pan Nichol
- Mia Rose Frampton jako Mary Clear
- Cameron Deane Stewart jako Carl Freel
- Daniel Yelsky jako Norman Gunmeyer
- Alexander Walters jako Stanley "Big G" Minor
- Camille E. Bourgeois III jako Jason Freel
- Jordan Reynolds jako Ricky Brown
- Brett Lapeyrouse jako Bruce Modak

## Odbiór

### Krytyka
Film To cały ja spotkał się z mieszaną reakcją krytyków. W serwisie Rotten Tomatoes 60% z dwudziestu recenzji filmu jest pozytywne (średnia ocen wyniosła 5,5 na 10). Na portalu Metacritic średnia ocen z 11 recenzji wyniosła 53 punkty na 100.